# Puccinia morigera
Puccinia morigera ist eine Ständerpilzart aus der Ordnung der Rostpilze (Pucciniales). Der Pilz ist ein Endoparasit eines nicht näher bestimmten Eragrostis-Süßgrases. Symptome des Befalls durch die Art sind Rostflecken und Pusteln auf den Blattoberflächen der Wirtspflanzen. Sie ist ein Endemit Chinas.

## Merkmale

### Makroskopische Merkmale
Puccinia morigera ist mit bloßem Auge nur anhand der auf der Oberfläche des Wirtes hervortretenden Sporenlager zu erkennen. Sie wachsen in Nestern, die als gelbliche bis braune Flecken und Pusteln auf den Blattoberflächen erscheinen.

### Mikroskopische Merkmale
Das Myzel von Puccinia morigera wächst wie bei allen Puccinia-Arten interzellulär und bildet Saugfäden, die in das Speichergewebe des Wirtes wachsen. Aecien oder Spermogonien der Art sind nicht bekannt. Die zimtbraunen Uredien des Pilzes wachsen unterseitig auf den Wirtsblättern. Ihre goldenen bis hell zimtbraunen Uredosporen sind 19–26 × 18–23 µm groß, meist kugelig bis breitellipsoid und warzig. Die blattunterseitig wachsenden Telien der Art sind schwarzbraun, pulverig und früh offenliegend. Die kastanienbraunen Teliosporen sind zweizellig, in der Regel keulig- bis breitellipsoid und 30–46 × 21–24 µm groß. Ihre Stiele sind bräunlich und bis zu 90 µm lang.

## Verbreitung
Das bekannte Verbreitungsgebiet von Puccinia morigera umfasst lediglich das chinesische Guizhou.

## Ökologie
Die Wirtspflanze von Puccinia morigera ist eine unbestimmte Eragrostis-Art. Der Pilz ernährt sich von den im Speichergewebe der Pflanzen vorhandenen Nährstoffen, seine Sporenlager brechen später durch die Blattoberfläche und setzen Sporen frei. Die Art verfügt über einen Entwicklungszyklus, von dem bislang lediglich Telien sowie deren Wirt bekannt sind; Uredien, Spermogonien und Aecien konnten dem Pilz nicht zugeordnet werden.